# Мирза Джаван Бахт

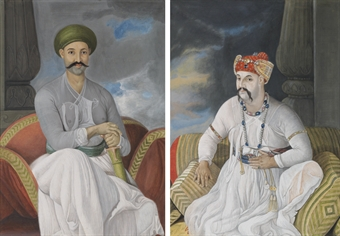
Портрет визиря Наваба Асаф-уд-Даулы, сидящий, в полный рост; и портрет принца Мирзы Джавана Бахта, наследника императора Великих Моголов Шах Алама, сидящий, в полный рост

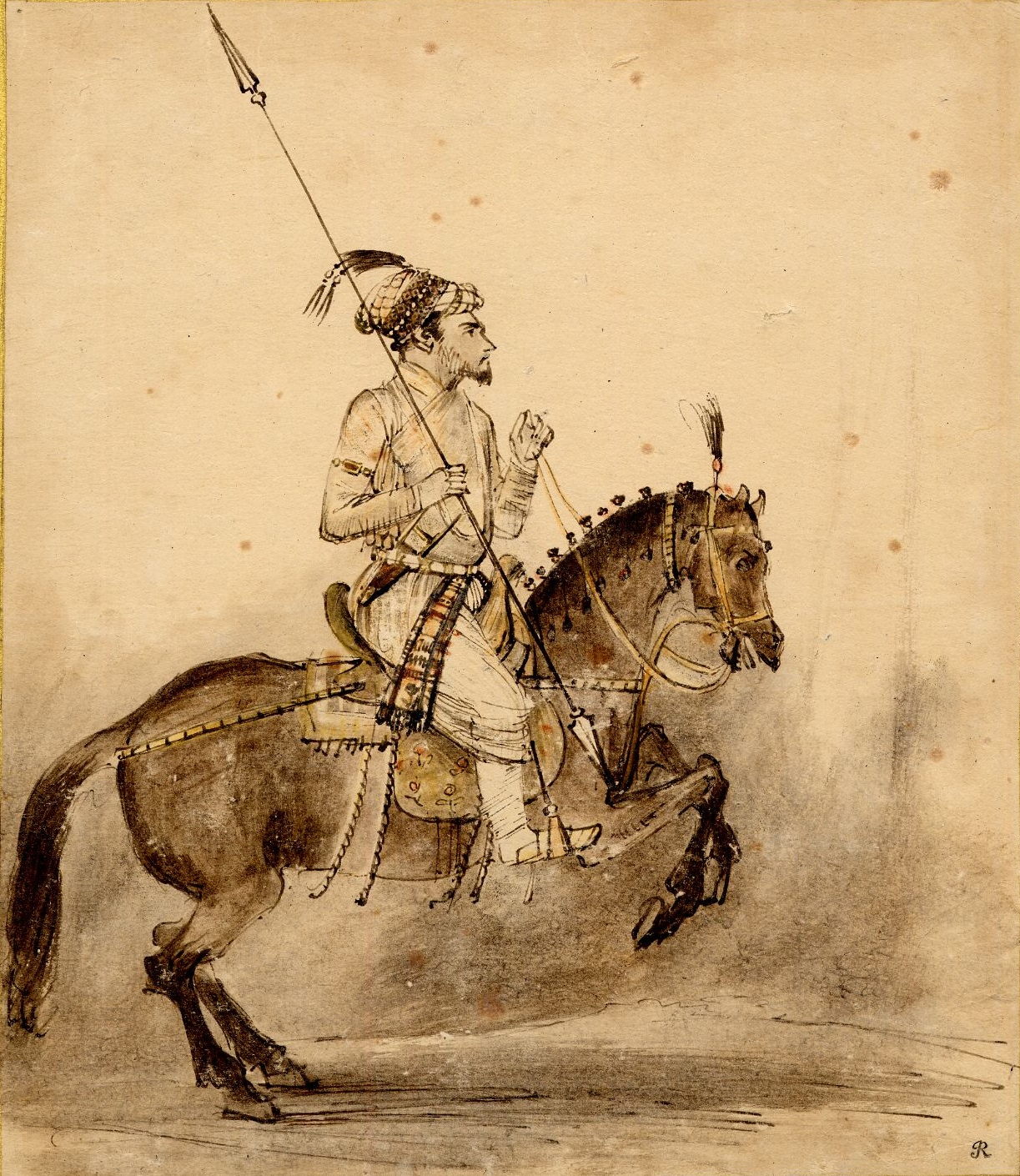
Принц Мирза Джаван Бахт координировал и командовал различными контингентами войск Великих Моголов, которые отрезали линии снабжения маратхов перед Третьей битвой при Панипате.

Шахзаде Мирза Джаван Бахт Бахадур, Мирза Джаван Бахт, Мирза Джеван Бахт, также известный как Мирза Джахандар Шах (1749 — 31 мая 1788) — принц, фактический правитель Империи Великих Моголов в 1760—1784 годах, старший сын могольского императора Шаха Алама II и внук императора Аламгира II. Джаван Бахт был очень влиятельным тимуридским принцем империи Великих Моголов.

## Ранняя жизнь
Родился в 1749 году в Красном форе (Шахджаханабад, суба Дели). Старший сын Шаха Алама II (1728—1806), императора Великих Моголов (1759—1806). Мать — Наваб Тадж-Махал Бегум Сахиба
Принц Мирза Джаван Бахт вырос в очень неспокойные времена в Империи Великих Моголов, отношения его деда с поддерживаемым маратхами великим визирем Имад-уль-Мульком начали ухудшаться, поскольку имперские навабы стремились к повторной централизации империи.
Визирь Имад-уль-Мульк явно был человеком без принципов, и его часто критиковали за его крайний эгоизм. Он положил все доходы империи в свой карман и морил голодом семью Аламгира II в течение трех дней, потому что Тимур-Шах Дуррани стал зятем императора. Мирза Джаван Бахт часто вспоминал дни, когда он бродил по Дели, выпрашивая съестные припасы и дрова в течение этих трех дней.
Возмущенный неуважением и высокомерием, проявленными Имад-уль-Мульком, Ахмад шах Дуррани предпринял еще одно вторжение и назначил Наджиб-уд-Даулу новым великим визирем Империи Великих Моголов в соответствии с пожеланиями Аламгира II и шаха Валиуллы. Затем Ахмад-Шах Дуррани вернулся в Кабул, в то время как опытный Наджиб-уд-Даула консолидировал остатки Империи Великих Моголов, объединив далеких фаудждаров, Навабов и низамов в общее дело против маратхов.
Мирза Джаван Бахт был одним из могольских принцев на службе у Наджиб-уль-Даулы и получил военную подготовку у своего нового наставника Хафиза Рахмат-хана.
Опасаясь гнева новой коалиции Ахмад-шаха Дуррани, свергнутый Имад-уль-Мульк объединился со своим старым союзником, лидером маратхов Садашиврао Бхау, и начал жестокую атаку, которая продолжалась 15 дней и привела к поражению Наджиб-уд-Даулы и армии Великих Моголов в центре империи вокруг Дели. Наджиб-уд-Даула признал поражение и приказал своим войскам отступить на север после того, как они были полностью захвачены.
Ситуация стала намного хуже, когда Имад-уль-Мульк преследовал отца Мирзы Джавана Бахта, принца Али Гаухара, активиста. Когда Али Гаухар понял, что Имад-уль-Мульк планировал его убийство, он бежал на восток и искал убежища у Ахмад-шаха Бангаша и Шуджа-уд-Даулы, наваба Ауда.
Тогда Имад-уль-Мульк опасался, что император Великих Моголов Аламгир II отзовет Ахмад-шаха Дуррани или использует его сына принца Али Гаухара, чтобы лишить его вновь обретенной власти над маратхами. Поэтому Имад-уль-Мульк и Садашиврао Бхау составили заговор с целью убийства императора Великих Моголов Аламгира II и его семья. В ноябре 1759 года императору Великих Моголов Аламгиру II сообщили, что к нему на встречу пришел благочестивый человек. Аламгир II, всегда так стремившийся встретиться со святыми людьми, немедленно отправился на встречу с ним в Котла-Фатех-шахе. Он был неоднократно ранен убийцами Имад-уль-Мулька. Смерть императора Великих Моголов Аламгира II оплакивали по всей империи Великих Моголов.

## Шах Джахан III (узурпатор)
После убийства Аламгира II в 1759 году пешва под влиянием Садашиврао Бхау достиг пика своего недолгого могущества, особенно когда их участие в убийстве стало заметным, когда он обсуждал упразднение Империи Великих Моголов и посадку Вишвасрао на трон в Дели путем подкупа или смещения Имад-уль-Мулька.
Однако затем Садашиврао Бхау лично избрал Шаха-Джахана III новым императором Великих Моголов и начал кампанию по разграблению драгоценностей и украшений императорского двора Великих Моголов. Он также осквернил мечети, гробницы и святыни, построенные моголами в Агре и Дели. Затем он осквернил императорскую мечеть Моти и разграбил ее изысканныеукрашения из драгоценных камней стали добычей для разоряющих маратхов . Господство Садашиврао Бхау над империей Великих Моголов оказало глубокое влияние на разделенную и дегенеративную мусульманскую аристократию и иерархию, многие начали смотреть на Ахмада Шаха Дуррани как на своего спасителя.
Известно, что Мирза Джаван Бахт был свидетелем мародерства, и это событие полностью изменило его мнение о законности и аморальном авторитаризме отступников маратхи.

## Третья битва при Панипате
Принц Мирза Джаван Бахт координировал и командовал различными контингентами войск Великих Моголов, которые перерезали линии снабжения маратхов перед Третьей битвой при Панипате и в конечном итоге свергли узурпатора Джахан-шаха III после победы коалиции Ахмад-шаха Дуррани и провозгласили шаха Алама II законным правителем Империя Великих Моголов.

## Мирза Джаван Бахт, регент империи Великих Моголов
После битвы при Буксаре (1764) отсутствие шаха Алама II в Дели означало, что его сын принц Мирза Джаван Бахт и Наджиб-уль-Даула были фактическими представителями императора в течение следующих 12 лет. Будучи администратором Дели и центральных областей империи, включая Агру, Наджиб-уль-Даула не был готов остановить восстания джатских крестьян, возглавляемые Сураджем Малом. Во время одного массированного нападения джатские ренегаты и их лидеры захватили гарнизон Моголов в Агре, они разграбили город, а две большие серебряные двери, ведущие ко входу в знаменитый Тадж-Махал, были разграблены и бездумно расплавлены Сураджем Малом в 1764 году. С тех пор многие могольские фауджары и командиры, такие как Сайяд Мухаммад Хан Белудж, поклялись отомстить за руины Империи Великих Моголов, вызванные тираническими джатами, и во время хитроумной контратаки Сурадж Мал был побежден и казнен армией Великих Моголов.
Затем джаты разграбили Джайпур и пригласили маратхов. В 1766 году Ахмад Шах Абдали попытался укрепить Дели, организовав еще одну кампанию против сикхов, в результате которой был убит Зейн Хан Сирхинди. Сикхские ренегаты в конечном итоге потерпели поражение от сил Дуррани.
В 1768 году маратхи разграбили Бхаратпур, и армия Великих Моголов снова начала распадаться, главным образом из-за смерти Наджиб-уль-Даулы. Мирза Джаван Бахт и Хафиз Рахмат-хан никогда не доверяли манипулятивному сыну Наджиб-уль-Даулы Забита-хану, которого часто сравнивали с непопулярным Имад-уль-Мульком.

## Прибытие шаха Алама II

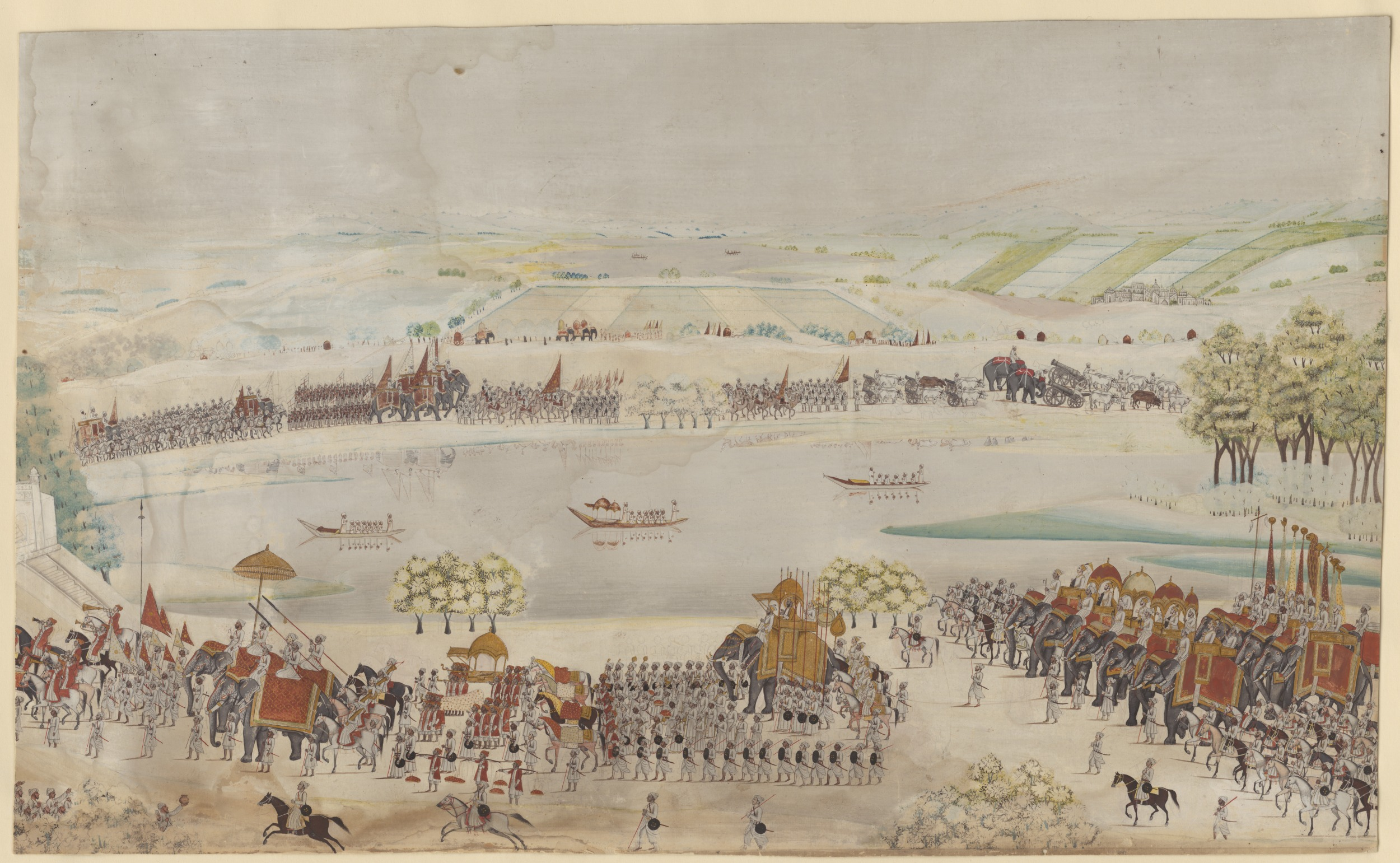
Могольская армия шаха Алама II прибывает в Дели.

Вскоре после прибытия императора в Дели Забита-Хан начал примыкать к повстанцам-джатам, и в ответ на этот союз Мирза Наджаф-хан, Мирза Джаван-Бахт и его армии напали на Забита-хана, который бежал со своего поста и стал вождем рохилей, но был восстановлен после переговоров о мире с Шахом Аламом II. Забита Хан вызвал еще большие бедствия, когда он намеренно атаковал и провоцировал ослабленных маратхов, которые затем захватили и подожгли большую часть Рохилкханда и захватили Наджафгарх. Вскоре после этого маратхи потерпели поражение при Асадпуре, когда Хафиз Рахмат-хан успешно получил подкрепление от своего давнего союзника Шуджа-уд-Даулы, вместе их объединенные силы изгнали маратхов из Рохилкханда, а также из Дели.

## Мирза Джаван Бахт, создатель новой армии Великих Моголов

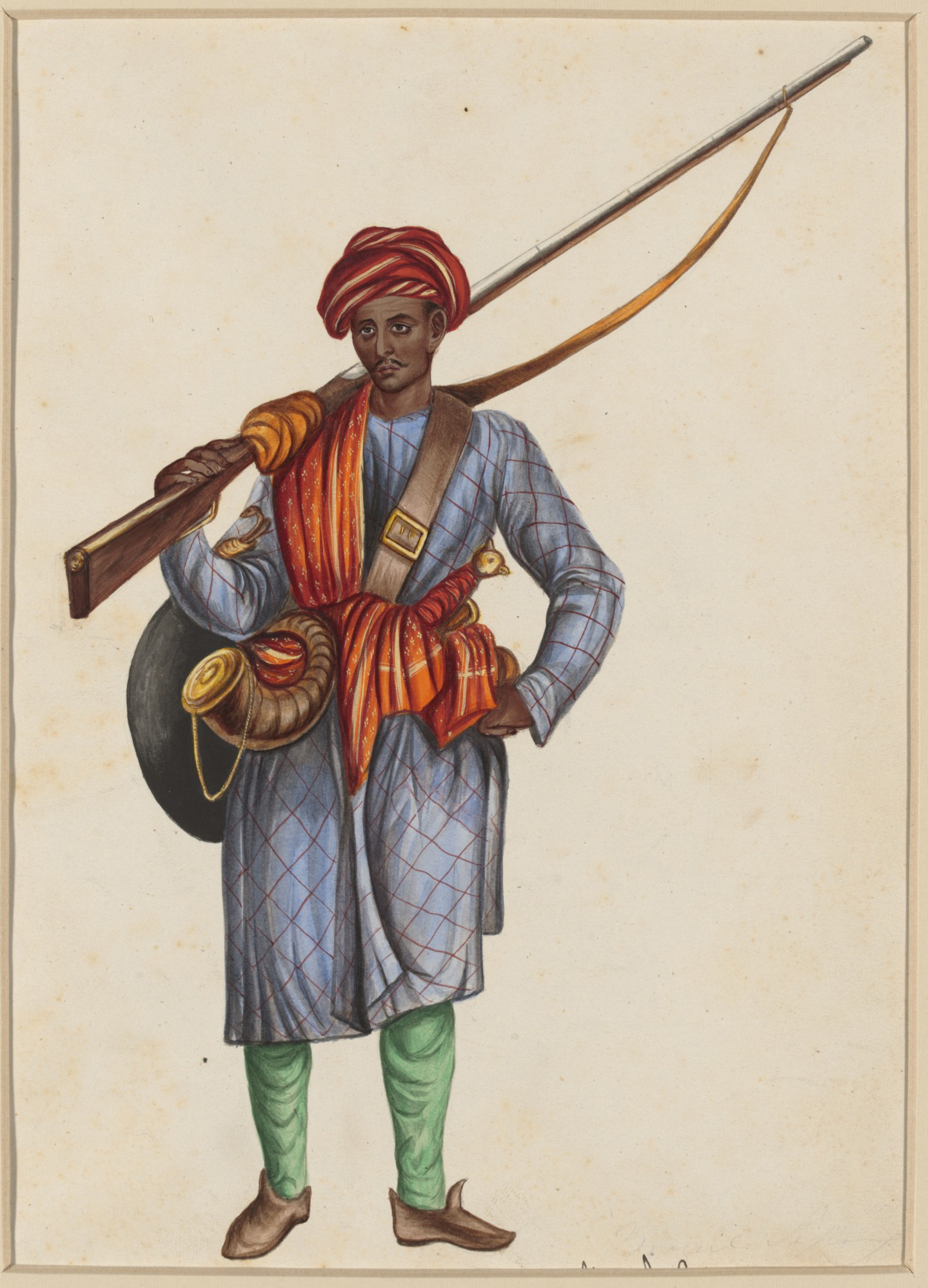
Пехотинец армии Великих Моголов под командованием Мирзы Наджаф-хана

Одним из его первых действий было укрепление и создание новой армии Великих Моголов под командованием Мирзы Наджаф-хана, способной защитить империю Великих Моголов. Эта новая армия состояла из пехотинцев, которые успешно использовали как кремневые ружья, так и тальвары в боевых порядках, они использовали слонов для транспортировки и были менее зависимы от артиллерии и кавалерии. Также известно, что Мирза Наджаф Хан представил более эффективные огнестрельные мушкеты в сотрудничестве с Мир Касимом, навабом Бенгалии.
Новая армия Великих Моголов несла знамя Мирзы Джавана Бахта и вскоре контролировала обширную территорию, простиравшуюся от долины Сатлудж на западе до территорий вокруг Аллахабада на востоке, от Сринагара на севере до Гвалиора на юге, однако времена были неспокойными, и империя Великих Моголов была окружена врагами со всех сторон.

## Переворот Гулама Кадира
После бесплодных попыток принца Мирзы Джавана Бахта остановить Гулама Кадира и его силы отступников, Гулам Кадир со своими союзниками-отступниками-сикхами и индусами вошел в императорский дворец и заставил шаха Алама II назначить его великим визирем Империи Великих Моголов. Мелочный, жадный и безумный евнух разорял дворцы в поисках сокровищ Великих Моголов, стоимость которых оценивается в 250 миллионов рупий. Будучи не в состоянии найти даже часть этой суммы и разгневанный попытками императора Великих Моголов устранить его и его сикхских союзников, Гулам Кадир 10 августа 1788 года ослепил шаха Алама II. Пьяный негодяй, Гулам Кадир вел себя с большой жестокостью по отношению к императору и его семье. Трое слуг и два водоноса, которые пытались помочь истекающему кровью императору, были обезглавлены, и, согласно одной версии, Гулам Кадир дергал за бороду престарелого императора Великих Моголов Шаха Алама II. После десяти ужасных недель, в течение которых Гулам Кадир раздевал принцесс королевской семьи догола и заставлял их танцевать голыми перед ним (после чего они прыгали в реку Ямуна, чтобы утонуть), а честь королевской семьи и престиж Империи Великих Моголов достигли своего пика, вмешался Махаджи Шинде и убил Гулама Кадира, овладевший Дели 2 октября 1788 года.
Будучи не в состоянии получить какую-либо помощь от своего двоюродного брата Заман-шаха Дуррани и изолированный подданными шаха Алама II, Мирза Джаван Бахт отказался вступить в союз с презираемым вождем маратхов Махададжи Шинде. Могольский принц внезапно скончался в мае 1788 года, собирая силы помощи в Агре.